# 아서 밀러
아서 애셔 밀러(영어: Arthur Asher Miller, 1915년 10월 17일 ~ 2005년 2월 10일)는 미국의 극작가이다. 미국의 양심을 대표하는 극작가로서 국제펜클럽 회장을 지냈다.

## 생애
미국 뉴욕에서 태어나 미시간 대학에서 연극과를 전공했으며 졸업 후 극작에 전념하였다. 그는 테네시 윌리엄스와 함께 미국의 연극계를 대표하는 작가이다. 그는 전쟁을 비판한 심리극 <모두 내 아들>로 평론가상을, <세일즈맨의 죽음>으로 퓰리처상을 받았다.
1944년 《행운의 사나이》로 브로드웨이로 진출을 했다. 1947년에는 《모두 내 아들》이 히트하면서 관심을 모았다. 1949년 《세일즈맨의 죽음》이 브로드웨이에서 초연되어 성공을 거두었다. 이로써 아서 밀러는 극작가로서의 지위를 확립하고, 테네시 윌리엄스와 함께 미국 현대 희곡의 기수로 나서게 되었다.
1956년 마릴린 먼로와 결혼했지만 1961년에 이혼했다. 1962년 매그넘 사진가로 활약하고 있던 사진 작가 디트로이트 모라스와 재혼했다. 두 사람 사이의 딸 레베카 밀러는 배우이자 극작가, 영화 감독이되어, 대니얼 데이 루이스와 결혼했다.
2005년 89세의 나이로 코네티컷주 자택에서 암으로 인한 심장마비로 사망했다.

## 작품
사회악과 인간악과의 대결이 그로 하여금 희곡작품을 쓰게 하고 있으나, 인간성이 의존하는 곳과 죄의 자기발견을 철저하게 추구하고 있다. 그의 극작의 근저는 분노라고 할 수 있다. 그러나 분노가 불타오를 때 그는 이를 철학적으로 처리하여 밀고 나가는 성격과 필력을 갖고 있다. 아래의 작품은 모두 이를 뒷받침하고 있다.
- 《행운을 잡은 사나이》(The Man Who Had All the Luck, 1944)
- 《모두 내 아들》(All My Sons, 1947)
- 《세일즈맨의 죽음》(Death of a Salesman, 1949)
- 《시련》 (The Crucible, 1953)
- 《다리에서의 조망》(A View From The Bridge, 1955)

그 후 잠시 쉰 다음 링컨 센터의 연극활동이 개시되자, 이곳에서 1964년 1월과 가을에 자전적인 작품이라고 할 수 있는 아래의 작품을 상연했다.
- 《전락 이후》(After the Fall)
- 《비시에서 생긴 일》 (Incident at Vichy)

《비시에서 생긴 일》은 제2차 세계대전 중의 나치의 잔혹상을 묘사한 극이다.
1968년 봄에는 《프라이스》(The Price)가, 1972년 가을에는 《천지창조와 다른 일들》 (The Creation of the World and Other Business)가 상연되었지만 호평을 받지는 못하였다.

## 유산
아서 밀러는 작가로서 70년을 보냈으며 20세기의 가장 위대한 희곡 작가 중 하나로 손꼽힌다. 그의 임종 후 많은 배우, 감독, 제작자들은 그를 미국 연극계의 전문가로 인정했으며 브로드웨이의 극장들은 그를 추모하며 한동안 전등을 키지 않았다. 아서 밀러의 모교인 미시간 대학은 생전 그의 소망대로 2007년 3월, 아서 밀러 극장을 열었다.